# Джеральд Мур
Джеральд Мур (англ. Gerald Martin Moore; 30 липня 1899 року, Вотфорд — 13 березня 1987 року, Пенн) — британський піаніст та концертмейстер.

## Біографія
Юність провів у Торонто, де навчався у Майкла Гамбурга і Альберто Герреро. Як концертмейстер співпрацював з багатьма видатними співаками свого часу: Кірстен Флагстад, Елізабет Шуман, Дітріхом Фішер-Діскау, Елізабет Шварцкопф, Вікторією де лос Анхелес, Хансом Хоттером, Дженіт Бейкер, Крістою Людвіг, Миколою Гедда, Джоан Сазерленд та іншими. Працював зі скрипалями Ієгуді Менухіним, Йозефом Сігеті і Йозефом Хассидом, вілончелістами Паблом Казальсом і Жаклін дю Прі і багатьма іншими. Його заслугою є те, що він підвищив статус концертмейстера від підпорядкованого до рівноправного творчого партнера. Припинив виступи у 1967 році, але і після цього здійснював студійні записи.
У 1954 рокові Мур став Кавалером ордену Британської імперії II ступеня. Він був доктором музики Кембриджського університету і почесним доктором літератури Сассекського університету, почесним членом Королівської музичної академії.
Автор декількох навчальних книг та спогадів.

## Публікації
- Нескромний концертмейстер (The Unashamed Accompanist) 1943
- Співак та концертмейстер (Singer and Accompanist) 1953
- Чи не занадто голосно? (Am I too loud?) 1962
- Вокальні цикли Шуберта (The Schubert Song Cycles) 1975
- Прощальний концерт (Farewell Recital) 1978
- Furthermoore 1983